# Ferdinand Aberer
Ferdinand Aberer (* 2. Juli 1913 in Haugsdorf, Niederösterreich; † 15. November 1965 in Wien) war ein österreichischer Geologe.

## Leben
Ferdinand Aberer war ein Sohn des in Vorarlberg geborenen gleichnamigen Tierarztes Ferdinand Aberer (1882–1936) und dessen Gattin Anna, geb. Mathis (1882–1934). Nach der Absolvierung der Volksschule in seinem Heimatort Haugsdorf besuchte er die Unterstufe des Gymnasiums in Horn und erhielt seinen weiteren Unterricht an der Lehrerbildungsanstalt in Krems an der Donau, an der er 1934 maturierte. Anschließend inskribierte er an der Universität Wien und hörte während der folgenden sechs Jahre Vorlesungen in Geologie, Paläontologie und Mineralogie. Zu seinen Lehrern an dieser Hochschule gehörten der Geologieprofessor Alfred Himmelbauer und der Paläontologe Kurt Ehrenberg. Seine über die Stratigraphie und Tektonik der Randzonen der Nördlichen Kalkalpen handelnde Dissertation reichte er bei Kurt Leuchs ein und erlangte mit dieser Arbeit im Februar 1940 den Doktorgrad der Philosophie.
Zwei Wochen nach seiner Promotion wurde Aberer Mitarbeiter des Tiefbohrunternehmens Richard Keith van Sickle und war auch während seiner gesamten weiteren Karriere auf dem Gebiet der Erdölgeologie tätig. Er erreichte in dem Unternehmen die Stelle eines Chefgeologen und trug in dieser Funktion wesentlich zur Erschließung des damals größten österreichischen Erdölfelds bei, das sich in dem Gebiet zwischen Neusiedl an der Zaya, Hauskirchen und Sankt Ulrich befand. 1941 vermählte er sich mit Barbara, geb. Treitl.
Zwei Jahre nach dem Ende des Zweiten Weltkriegs wechselte Aberer im Oktober 1947 in ein anderes Unternehmen, die 1935 gegründete Rohöl-Gewinnungs-AG (die heutige RAG Austria). Gemeinsam mit Erhard Braumüller sollte er Erkenntnisse über die Erdölvorkommen in der Molasse-Zone, dem Helvetikum und der Flyschzone gewinnen. In dieser Region führten beide ab 1951 umfassende geophysikalische Messungen durch. Ab 1955 fanden von Aberer geologisch überwachte Tiefenbohrungen statt. Dabei beriet er die daran beteiligten Geophysiker und Ingenieure und half maßgeblich bei der Auswertung der Messergebnisse mit. Durch diese Arbeiten konnten in Oberösterreich ausgedehnte Erdölfelder erschlossen werden.
In mehreren grundlegenden Werken stellte Aberer die Ergebnisse seiner Forschungen über die Tektonik und Stratigraphie der westlichen Molassezone Österreichs dar. So publizierte er mit Braumüller die Resultate der Kartierung der Molasseablagerungen und des Helvetikums in der Umgebung von Mattsee und der südlich und östlich angrenzenden Gebiete der Flyschzone. Durch seine Veröffentlichungen erwarb er sich einen internationalen Ruf als Erdölgeologe. Schließlich erteilte er in der RAG wertvolle Ratschläge hinsichtlich der Trassierung von Straßen; auch beriet er das Unternehmen in wasserrechtlichen Fragen. Um seine Verdienste für die österreichische Erdölindustrie zu würdigen, wurde ihm von Bundespräsident Adolf Schärf im Dezember 1963 das  Goldene Verdienstzeichen der Republik Österreich verliehen. Er starb am 15. November 1965 im Alter von 52 Jahren in Wien.